# Emperor of Sand
Emperor of Sand är det amerikanska progressiv metal/sludge metal-bandet Mastodons sjunde studioalbum, utgivet 31 mars 2017 av skivbolaget Reprise Records.

## Låtlista
1. "Sultan's Curse" – 4:09
2. "Show Yourself" – 3:02
3. "Precious Stones" – 3:46
4. "Steambreather" – 5:03
5. "Roots Remain" (med titeln "Eons" på vinyl-utgåvan) – 6:28
6. "Word to the Wise" – 4:00
7. "Ancient Kingdom" – 4:54
8. "Clandestiny" – 4:28
9. "Andromeda" – 4:05
10. "Scorpion Breath" – 3:19
11. "Jaguar God" – 7:56

Text & music: Mastodon

## Medverkande
Mastodon
- Troy Sanders – basgitarr, sång
- Brann Dailor – trummor, sång
- Brent Hinds – sologitarr, sång
- Bill Kelliher – gitarr

Bidragande musiker
- Scott Kelly – sång (på "Scorpion Breath")
- Kevin Sharp – sång (på "Andromeda")
- Mike Keneally – keyboard (på "Jaguar God")

Produktion
- Brendan O'Brien – producent, ljudmix
- Tom Syrowski – ljudtekniker, ljudmix
- Tom Tapley, T.J. Elias, Bryan Dimaio – ljudtekniker
- Billy Joe Bowers – mastering
- Ivy Skoff – produktionskoordinering
- Brann Dailor, Donny Phillips – omslagsdesign
- Alan Brown – omslagskonst